# Келвін Кіптум
Келвін Кіптум Черуйот (англ. Kelvin Kiptum Cheruiyot; 2 грудня 1999 — 11 лютого 2024) — кенійський бігун, який спеціалізувався у бігу на довгі дистанції та марафонському бігу.
Пішов з життя, маючи 24 роки.

## Спортивні досягнення
Переможець Лондонського марафону (2023).
Переможець Чиказького марафону (2023).
Переможець Валенсійського марафону (2022).
Рекордсмен світу з марафонського бігу — 2:00.35 (2023).

## Визнання
- Легкоатлет року в світі (у бігових позастадіонних дисциплінах) (2023)[7]